# Careless People
Careless People: A Cautionary Tale of Power, Greed, and Lost Idealism ist ein Erlebnisbericht von Sarah Wynn-Williams über ihre Arbeitszeit bei Facebook. Er erschien im März 2025.

## Hintergrund
Sarah Wynn-Williams ist eine in Neuseeland geborene Juristin und Diplomatin. Sie arbeitete von 2011 bis zu ihrer Entlassung 2017 im Bereich Global policy and government relations bei Facebook. Ihr Buch ist eine Abrechnung mit der Unternehmenskultur und den Entscheidungsprozessen während ihrer Zeit im Unternehmen. Es setzt sich kritisch mit den Reaktionen von Facebook auf politische Ereignisse auseinander, insbesondere mit Facebooks Haltung zum Völkermord an den Rohingya und mit den Vorwürfen gegen Facebooks CEO Mark Zuckerberg, Zensur zugunsten der chinesischen Regierung angestrebt zu haben. Zudem werden in dem Buch mehrere Facebook-Manager schädlichen Verhaltens gegenüber Mitarbeitenden einschließlich sexueller Belästigung beschuldigt, darunter auch Sheryl Sandberg und Joel Kaplan.
Vor der Veröffentlichung hatte sie eine Beschwerde bei der US Securities and Exchange Commission (SEC) eingereicht. Darin beschuldigte sie Facebook, Investoren zu täuschen. Sie hatte sich außerdem an die Washington Post gewandt, hatte ein Interview mit Emily Maitlis geführt, und war in einem Podcast mit Steve Bannon aufgetreten.
Versuche des Facebook-Mutterkonzerns Meta, auf rechtlichem Weg die Werbung für das Buch zu verhindern, verschafften diesem große mediale Aufmerksamkeit. Die Gegenreaktion der Öffentlichkeit ist vermutlich ein Grund, dass das Buch zu einem Bestseller wurde. Nach der Veröffentlichung wurde Wynn-Williams eingeladen, vor dem US-Senat auszusagen. Bei dieser Gelegenheit warf sie Zuckerberg vor, die Zensur von Inhalten angestrebt zu haben, um Zugang zum chinesischen Markt zu gewinnen.

## Themen

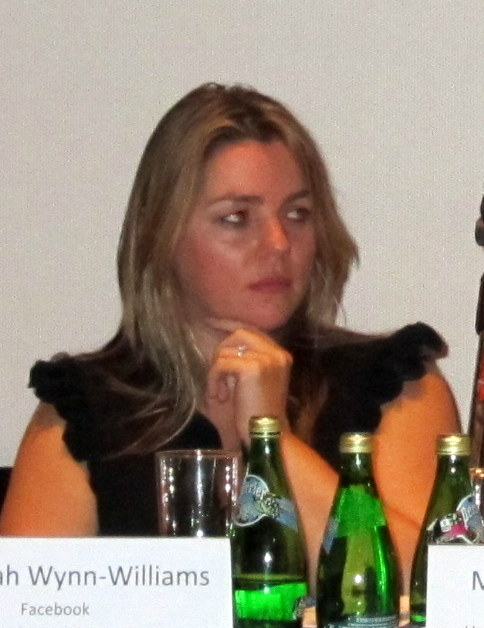
Sarah Wynn-Williams, 2014

### Zensurvorwurf
Das Buch und die bei der SEC eingereichte Beschwerde beschreiben Mark Zuckerbergs Versuche, in China Marktzugang zu gewinnen. Wynn-Williams warf Facebook vor, ein Zensur-System entwickelt zu haben, dem Nutzer in Hongkong ausgesetzt worden wären. 2014 schlug ein Facebook-Mitarbeiter vor,

“In exchange for the ability to establish operations in China, FB will agree to grant the Chinese government access to Chinese users’ data – including Hongkongese users’ data”

„Im Gegenzug zur Möglichkeit, in China aktiv zu werden, wird FB der chinesischen Regierung Zugriff auf die Daten chinesischer Nutzer einräumen – einschließlich der Daten von Nutzern in Hongkong.“

Obwohl Facebook diese Verfahren entwickelte, entschloss man sich dort schließlich, sie nicht umzusetzen. Allerdings wirft Wynn-Williams Zuckerberg vor, den Kongress über den Umfang der Bemühungen getäuscht zu haben, mittels derer Facebook das Wohlwollen der chinesischen Regierung erstrebte.

### Völkermord in Myanmar
Laut Wynn-Williams ermöglichte Facebook es der Militärjunta in Myanmar, Hassbeiträge zu posten, die sexuelle Gewalt und Mordlust anstachelten. Sie schrieb:

„Myanmar would have been a better place if Facebook had not arrived“

„Myanmar wäre eine besserer Ort, wäre Facebook nicht gekommen“

Facebook habe es versäumt, Hassrede gegen die Rohingya zu moderieren und rassistische Beschimpfungen zu unterbinden. Die Gesellschaft habe nur zwei Moderatoren gehabt, die der burmesischen Sprache mächtig gewesen seien. Beide seien in Dublin ansässig gewesen, und einer der beiden habe Hass-Posts stehenlassen und stattdessen Beiträge gelöscht, die sich für Menschenrechte einsetzten. Sie habe Bedenken geäußert, der Moderator würde im Sinne der Junta arbeiten, aber diese seien vom Content-Team abgetan worden. Zudem seien ihre Bemühungen, die Community Standards von Facebook ins Burmesische zu übersetzen, mit der Begründung abgelehnt worden, dass Burma keine Priorität in der Region habe.

### Missbrauch von Daten jugendlicher Nutzerinnen
Wynn-Williams wirft Meta vor, dass es die Daten von jugendlichen Nutzerinnen, die Selfies auf Facebook, Instagram und WhatsApp gelöscht hatten, an andere Firmen weiterverkauft habe. Diese Firmen hätten die Daten dazu genutzt, um bei den Jugendlichen für Schönheitskosmetik zu werben.

### Sexuelle Belästigung am Arbeitsplatz
Das Buch enthält detaillierte Vorwürfe zu Fällen sexueller Belästigung, auch durch leitende Angestellte wie Sheryl Sandberg und Joel Kaplan. Nachdem sich Wynn-Williams bei Sandberg über einen Manager beschwert hatte, der sie sexuell bedrängt habe, habe Sandberg ihr geantwortet, sie hätte mit ihm ins Bett gehen sollen.

## Rezeption

### Verkäufe
Ende März 2025 war das Buch Nummer 1 auf der Bestsellerliste New York Times.

### Kritiken
Das Buch wurde in der New York Times, der Financial Times und im Guardian behandelt. Einige Kritiker hoben hervor, dass es der detaillierte Bericht einer Insiderin über die Macht von Big Tech sei, während andere meinten, es enthalte wenig Neues.
Für die New York Times schrieb Jennifer Szalai, das Buch sei

„darkly funny and genuinely shocking: an ugly, detailed portrait of one of the most powerful companies in the world“

„auf dunkle Weise lustig und tief erschreckend: ein hässliches, detailliertes Porträt einer der mächtigsten Firmen der Welt“

Die Kritikerin Michelle Goldberg schrieb, ebenfalls in der New York Times:

„Hopefully, Meta’s ham-handed attempt at censorship will lead more people to read Wynn-Williams’s book.“

„Hoffentlich bringen Metas feiste Zensurversuche noch mehr Leute dazu, Wynn-Williams' Buch zu lesen.“

und fügte hinzu, dass die Reaktion von Facebook Zuckerberg's Bekenntnisse zur freien Rede Lügen strafe.
Jason Koebler schrieb in 404 Media, dass dies das Buch über Facebook sei, dass er sich schon seit 10 Jahren gewünscht habe. Katie Notopoulos schrieb im Business Insider, über die schlimmsten Momente in dem Buch sei schon zuvor in den Nachrichten berichtet worden.
Sabhanaz Rashid Diya, Metas frühere Chefin für Politik in Bangladesch, lobte in ihrer Kritik in Rest of the World Aspekte des Buchs. Sie schrieb jedoch auch, dass Wynn-Williams ihre eigene Komplizenschaft während ihrer Tätigkeit für Facebook nicht erwähnt habe:

„A courageous feat, but it glosses over [Wynn-Williams's] own indifference to warnings from policymakers, civil society, and internal teams outside the U.S. about serious harm to communities from Facebook.“

„Eine mutige Leistung, die aber hinwegsieht über [Wynn-Williams] eigene Gleichgültigkeit gegenüber Warnungen von Politikern, der Zivilgesellschaft und internen Teams außerhalb der USA über die schweren Schäden, die Facebook den Gemeinschaften zufügt.“

### Meta
Meta bezeichnete das Buch als Mischung veralteter und bereits früher publizierter Behauptungen zum Unternehmen und falscher Anschuldigungen seiner Manager.
Mark Zuckerberg strengte ein privates Schiedsverfahren an. Der Schiedsrichter der American Arbitration Association, Nicholas Gowen, verlangte von Wynn-Williams

“(to not make) orally, in writing, or otherwise any disparaging, critical or otherwise detrimental comments to any person or entity concerning [Meta], its officers, directors, or employees.”

„weder mündlich, noch schriftlich noch auf andere Weise gegenüber anderen Personen oder Organisationen abfällige, kritische oder anderweitig schädigende Kommentare über [Meta], seine Führungskräfte, Direktoren oder Mitarbeiter zu äußern.“

Der britische Verlag Macmillan gab danach bekannt, dass man sich nicht daran halten werde. Gowen äußerte, ohne sofortige Abhilfe werde Meta unmittelbare und irreparable Verluste erleiden. An den Verlag stellte er jedoch keine Forderungen. Wenige Stunden bevor ihr der Schiedsrichter die Werbung für ihr Buch verbot, gab Wynn-Williams Business Insider ein Interview.

## Folgen
Am 9. April 2025 sagte Wynn-Williams vor dem Senate Judiciary Committee aus. Das Hearing hatte den Titel A Time for Truth: Oversight of Meta’s Foreign Relations and Representations to the United States Congress. Wynn-Williams sagte aus, das Facebooks Top-Management habe eng mit der chinesischen Regierung kooperiert, um Inhalte zu zensieren.
Im April 2025 zitierte das United States Senate Committee on Homeland Security and Governmental Affairs das Buch in einer Ermittlung gegen Meta Platforms wegen dessen Versuchen, 2014 in den chinesischen Markt einzudringen.
Chuck Grassley, ein republikanischer Senator und Mitglied im Justizausschuss des Senats, schrieb einen Brief an Zuckerberg wegen der Versuche von Meta, Wynn-Williams zum Schweigen zu bringen.